# كأس فيد 2010
كأس فيد 2010 (بالإنجليزية: 2010 Fed Cup)‏ هو الموسم 48 من  كأس فيد. أقيم خلال الفترة 3 فبراير 2010 وحتى 7 نوفمبر 2010، وفاز فيه منتخب إيطاليا لكأس فيد.